# 坎普拉古
坎普拉古是巴西巴拉那州的一个市镇。总面积1249.422平方公里，总人口110796人，人口密度88.7人/平方公里。